# Lembras
Lembras é uma comuna francesa na região administrativa da Nova Aquitânia, no departamento Dordonha. Estende-se por uma área de 10,58 km². Em 2010 a comuna tinha 1 199 habitantes (densidade: 113,3 hab./km²).